# Ledsund, Sverige

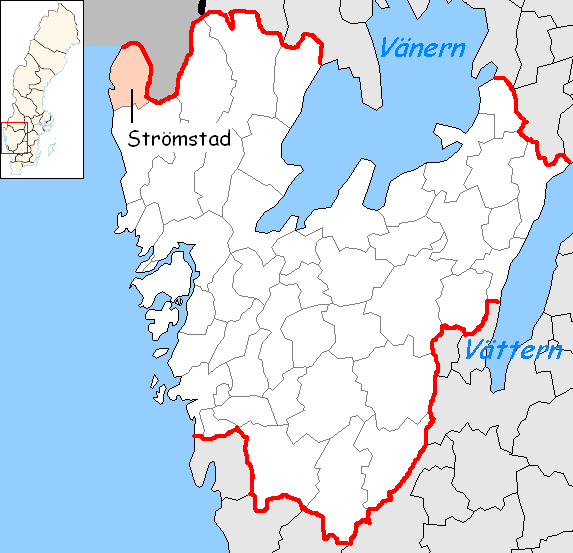
Lägekarta

Ledsund är en udde i Strömstads kommun i nordvästra Bohuslän. Udden är den västligaste punkten på Sveriges fastland och en av Sveriges ytterpunkter.

## Geografi
Udden Ledsund ligger i Hogdals socken inom området Stensvik cirka 6 km nordväst om småorten Hällestrand och cirka 20 km nordväst om Strömstad.
Förvaltningsmässigt är Ledsund en del av Hogdals distrikt i Strömstads kommun i Västra Götalands län. Gränsen mot Norge (Østfold fylke) löper i vattnet endast några 100-tals meter norr om udden.
Sveriges västligaste punkt Stora Drammen ligger cirka 15 km sydväst om Ledsund och Sveriges näst västligare punkt på fastlandet ligger i naturreservatet Capri cirka 2 km söderut.

## Historia
Den 8 juli 1716 stod Slaget vid Dynekilen under det Stora nordiska kriget i fjorden Dynekilen lite nordöst om udden.
1912 byggdes ett 3 meter högt gränskummel på Ledsundsberget vid udden.
Före invigningen av den första Svinesundsbron 1946 fanns det en liten tullstation i Ledsund.